# A False Friend (film, 1913)
Pour les articles homonymes, voir A False Friend.
A False Friend est un film muet américain réalisé par Wilbert Melville et sorti en 1913.

## Fiche technique
- Réalisation : Wilbert Melville
- Scénario : Wilbert Melville
- Production : Siegmund Lubin
- Date de sortie : 
  - États-Unis : 3 avril 1913

## Distribution
- Carl von Schiller : Tom Morton
- Henry King : Jack Winters
- Dorothy Davenport : Elsie
- Irene Hunt : Escita